# San Antonio la Isla
San Antonio la Isla és un municipi de l'estat de Mèxic. San Antonio la Isla és el cap de municipi i principal centre de població d'aquesta municipalitat. Aquest municipi és a la part occidental de l'estat de Mèxic. Limita al nord amb el municipi de Calimaya, al sud amb Rayón, a l'oest amb Calimaya i a l'est amb Mexicaltzingo.